# Stixis philippinensis
Stixis philippinensis är en tvåhjärtbladig växtart som först beskrevs av Porphir Kiril Nicolai Stepanowitsch Turczaninow, och fick sitt nu gällande namn av Elmer Drew Merrill. Stixis philippinensis ingår i släktet Stixis och familjen Stixaceae. Inga underarter finns listade i Catalogue of Life.